# Marian Seldes
Marian Hall Seldes (New York, 23 agosto 1928 – New York, 6 ottobre 2014) è stata un'attrice statunitense.
Ha recitato in teatro, al cinema ed alla radio, è stata eletta alla American Theater Hall of Fame.

## Biografia
Seldes nacque a New York City, figlia di Alice (Hall) e Gilbert Seldes, un giornalista, autore ed editore; era nipote del giornalista George Seldes.
Si sposò due volte: prima nel 1953 con l'attore Julius Claman, da cui ebbe una figlia, Katherine, e da cui divorziò nel 1961; nel 1990 sposò lo sceneggiatore Garson Kanin con cui rimase fino alla morte di lui, nel 1999. Diventò nonna per la prima volta nel 1986, a 58 anni, di Timothy Andres, compositore e pianista.
Dopo aver lavorato per molto tempo a teatro debuttò a Broadway nel 1948 in Medea. Nella sua carriera ottenne cinque candidature ai Tony Award, vincendo il primo nel 1967 per A Delicate Balance. Dal 1967 al 1991, Seldes insegnò alla Juilliard School of Drama, e nel 2002 diventò insegnante alla Fordham University. Oltre a recitare in teatro, cominciò a lavorare per la televisione nel 1952 nel Hallmark Hall of Fame, continuando fino agli anni 2000. Lavorò anche per molti film televisivi e cinematografici e spettacoli radiofonici, e dal 1974 al 1982 apparve in 179 episodi della CBS Radio Mystery Theater.
Seldes recitò accanto ad Angela Lansbury in Deuce, una piece scritta da Terrence McNally e diretta da Michael Blakemore per 18 settimane,concludendo nell'agosto del 2007.
Malata di Alzheimer, morì nel 2014, a 86 anni.

## Filmografia parziale

### Cinema
- La vera storia di Jess il bandito (The True Story of Jesse James), regia di Nicholas Ray (1957)
- Johnny, l'indiano bianco (The Light in the Forest), regia di Herschel Daugherty (1958)
- La febbre del delitto (Crime & Punishment, USA), regia di Denis Sanders (1959)
- Il grande pescatore (The Big Fisherman), regia di Frank Borzage (1959)
- La più grande storia mai raccontata (The Greatest Story Ever Told), regia di George Stevens (1965)
- Rapsodia per un killer (Fingers), regia di James Toback (1978)
- Le avventure di Tom Sawyer e Huck Finn (Tom and Huck) regia di Peter Hewitt (1995)
- Un autunno tra le nuvole (Digging to China), regia di Timothy Hutton (1997)
- Mamma, ho preso il morbillo (Home Alone 3), regia di Raja Gosnell (1997)
- Celebrity, regia di Woody Allen (1998)
- Haunting - Presenze (The Haunting), regia di Jan de Bont (1999)
- Amori in città... e tradimenti in campagna (Town & Country), regia di Peter Chelsom (2001)
- Hollywood Ending, regia di Woody Allen (2002)
- Mona Lisa Smile, regia di Mike Newell (2003)
- Suburban Girl, regia di Marc Klein (2007)
- L'ospite inatteso (The Visitor), regia di Thomas McCarthy (2007)
- La musica nel cuore - August Rush (August Rush), regia di Kirsten Sheridan (2007)
- In amore niente regole (Leatherheads), regia di George Clooney (2008)
- Un perfetto gentiluomo (The Extra Man), regia di Shari Springer Berman, Robert Pulcini (2010)

### Televisione
- General Electric Theater – serie TV, episodi 5x12-5x26 (1956-1957)
- Gunsmoke – serie TV, episodio 2x06 (1956)
- I racconti del West (Dick Powell's Zane Grey Theatre) – serie TV, episodio 2x10 (1957)
- Have Gun - Will Travel – serie TV, 2 episodi (1957-1958)
- Climax! – serie TV, episodio 4x23 (1958)
- The Court of Last Resort – serie TV, episodi 1x19-1x23 (1958)
- Westinghouse Desilu Playhouse – serie TV, episodio 1x01 (1958)
- The Texan – serie TV, episodio 1x24 (1959)
- Assistente sociale (East Side/West Side) – serie TV, episodio 1x12 (1963)
- Branded – serie TV, episodio 2x05 (1965)
- La signora in giallo (Murder, She Wrote) – serie TV, episodio 8x12 (1992)
- Truman, regia di Frank Pierson – film TV (1995)
- Sex and the City – serie TV, episodio 1x12  (1998)
- Women (If These Walls Could Talk 2), regia di Jane Anderson, Martha Coolidge e Anne Heche – film TV (2000)

## Doppiatrici italiane
- Graziella Polesinanti in Un autunno tra le nuvole, Suburban Girl, In amore niente regole
- Rita Savagnone in L'ospite inatteso, Un perfetto gentiluomo
- Alina Moradei in Mamma, ho preso il morbillo
- Marzia Ubaldi in Amori in città... e tradimenti in campagna
- Alba Cardilli in La signora in giallo
- Sonia Scotti in Mona Lisa Smile